# 8581 Джонін
8581 Джонін (8581 Johnen) — астероїд головного поясу, відкритий 28 грудня 1996 року.
Тіссеранів параметр щодо Юпітера — 3,308.